# Aria artica marittima
In meteorologia l'aria artica marittima (mAK) è una massa d'aria molto fredda e umida, che si origina sui mari dell'Artico tendendo a scendere verso latitudini inferiori.

## Caratteristiche
A differenza dell'aria artica continentale, l'aria artica marittima tende ad avere uno spessore compreso tra i 3000 e i 4000 metri dal suolo, risultando capace pertanto di produrre effetti in media troposfera, anche dopo aver valicato catene montuose molto alte e organizzate, come le Alpi e i Pirenei.
Tale caratteristica, fa sì che le isoterme a 850 hPa e a 500 hPa, con afflusso di aria artica marittima presentino valori inferiori rispetto a quelli che si registrano durante le avvezioni di aria artica continentale.
La massa d'aria artico-marittima è altresì associata a bassi valori di altezza geopotenziale, visti i caratteri depressionari e le basse temperature associate.

## Effetti meteorologici
Le discese di aria artica marittima vengono pilotate verso sud dalla presenza di un forte anticiclone groenlandese e di una solida espansione in pieno Oceano Atlantico verso latitudini polari dell'anticiclone delle Azzorre.
La suddetta configurazione determina la discesa di aria umida dai mari artici verso sud, oltre il bordo orientale delle potenti cellule di alta pressione. L'aria fredda e umida, dopo aver attraversato l'Oceano Atlantico nord-orientale e le isole britanniche, giunge sul continente europeo e, dalla Francia centrale, si incanala lungo la valle del Rodano, associata a forti venti di maestrale.
Giunta sul Mediterraneo attraverso la foce del fiume francese presso la Camargue, prosegue il suo cammino verso sud/sud-est, impattando generalmente sulle alte montagne della Corsica nord-occidentale, dalle quali viene deviata attraverso un flusso secondario in direzione nord-est, verso il Mar Ligure, ove è altamente probabile la formazione di una depressione secondaria, la depressione ligure.
La medesima massa d'aria può generare anche la depressione del Golfo del Leone se, uscendo dalla valle del Rodano, tende a deviare verso l'omonimo golfo. Quest'ultima depressione si forma, tuttavia, con maggiori probabilità in caso di afflusso di aria polare fredda marittima, che tende a scendere attraverso un lungo corridoio che ha origine dalle latitudini polari a nord del Canada, pur avendo, di fatto, caratteristiche molto simili all'aria artica marittima. L'aria polare fredda marittima è responsabile anche della formazione del minimo secondario, noto come depressione tirrenica.
Sia l'aria artica marittima che l'aria polare fredda marittima apportano una sensibile diminuzione delle temperature sull'intero bacino centrale e occidentale del Mar Mediterraneo, risultando associate anche a precipitazioni sotto forma di rovescio o temporale, che possono risultare nevose, in inverno, anche a quote molto basse e localmente in pianura, nelle aree sottoposte all'azione dello stau.
Lungo la costa tirrenica dell'Italia, l'effetto dell'irruzione di aria artica marittima viene chiamato anche rodanata; proprio questo versante risulta quello in cui si verificano i maggiori effetti durante la discesa di questa massa d'aria.